# In-Q-Tel
In-Q-Tel ist ein US-amerikanisches Non-Profit-Unternehmen mit Sitz in Arlington, Virginia in den Vereinigten Staaten. Das Unternehmen vergibt Risikokapital an junge Unternehmen der Informationstechnologie. Das Unternehmen speist sich aus dem Haushalt der CIA.
In-Q-Tel wurde im Jahr 1999 unter dem Namen Peleus gegründet. Das Firmenziel ist es, neue und relevante Technologien frühzeitig zu erkennen und sie für die nationale Sicherheit der Vereinigten Staaten nutzbar zu machen. Hierfür investierte In-Q-Tel in der Zeit um das Jahr 2005 37 Millionen US-Dollar pro Jahr.
Zu den Dutzenden von Beteiligungen des Unternehmens gehören oder gehörten das politische Prognose-Unternehmen Recorded Future und das Cloud-Unternehmen HyTrust. Auch an Palantir Technologies beteiligte sich In-Q-Tel. In Deutschland investierte das Unternehmen in den Dresdner Hersteller von Ionenantrieben für Kleinstsatelliten, Morpheus Space.
Nahezu jeder US-Unternehmer, Investor oder Forscher, der an Möglichkeiten arbeitet, Daten zu analysieren, hat wohl einen Telefonanruf von In-Q-Tel bekommen oder wurde zumindest gegoogelt, schätzt die Washington Post.